# Montura
Montura ist ein census-designated place (CDP) im Hendry County im US-Bundesstaat Florida.
Das U.S. Census Bureau hat bei der Volkszählung 2020 eine Einwohnerzahl von 3343 ermittelt.

## Geographie
Montura liegt rund 40 Kilometer südöstlich von LaBelle sowie etwa 160 Kilometer nordwestlich von Miami.

## Demographische Daten
Laut der Volkszählung 2010 verteilten sich die damaligen 3283 Einwohner auf 1208 Haushalte. 76,7 % der Bevölkerung bezeichneten sich als Weiße, 2,1 % als Afroamerikaner, 1,7 % als Indianer und 0,5 % als Asian Americans. 15,5 % gaben die Angehörigkeit zu einer anderen Ethnie und 3,5 % zu mehreren Ethnien an. 69,1 % der Bevölkerung bestand aus Hispanics oder Latinos.
Im Jahr 2010 lebten in 43,6 % aller Haushalte Kinder unter 18 Jahren sowie 28,5 % aller Haushalte Personen mit mindestens 65 Jahren. 75,9 % der Haushalte waren Familienhaushalte (bestehend aus verheirateten Paaren mit oder ohne Nachkommen bzw. einem Elternteil mit Nachkomme). Die durchschnittliche Größe eines Haushalts lag bei 3,22 Personen und die durchschnittliche Familiengröße bei 3,57 Personen.
31,7 % der Bevölkerung waren jünger als 20 Jahre, 23,6 % waren 20 bis 39 Jahre alt, 27,8 % waren 40 bis 59 Jahre alt und 17,0 % waren mindestens 60 Jahre alt. Das mittlere Alter betrug 36 Jahre. 52,9 % der Bevölkerung waren männlich und 47,1 % weiblich.
Das durchschnittliche Jahreseinkommen lag bei 29.792 $, dabei lebten 26,2 % der Bevölkerung unter der Armutsgrenze.